# Lauren Coe
 Lauren Coe est une actrice britannique originaire d'Irlande du Nord.  

## Biographie
Elle est d'origine d'Irlande du Nord. En 2014, elle est diplômée de la « The Lir National Academy of Dramatic Art » à la Trinity College (Dublin) à Dublin.
En 2010, elle joue la petite Ellie, dans le téléfilmTrois femmes pour un destin de Declan Recks, avec Fionnula Flanagan, John Rhys-Davies et Conor Mullen, qui est diffusé sur Hallmark Channel.
L'année suivante, elle apparaît dans deux épisodes de la série Camelot, où elle tient le rôle d'Excalibur, l'épée magique légendaire du roi Arthur (Jamie Campbell Bower). Cette même année, elle est à l'affiche avec Kwaku Fortune de la série The Importance of Being Whatever, qui ne dure que trois épisodes.
En 2018, elle joue un rôle important dans The Devil's Doorway, un film d'horreur irlandais réalisé par Aislinn Clarke : elle y interprète une jeune femme enceinte enfermée au sous-sol d'un couvent de la Madeleine, Kathleen O'Brien, qui se révèle être vierge et possédée par une entité inconnue.
En 2019-2020, elle tient le rôle principal du film Nocturnal, premier long-métrage de Nathalie Biancheri : elle interprète une jeune fille de dix-sept ans, lycéenne introvertie en sport-études, qui rencontre le calme et ténébreux Pete (Cosmo Jarvis), de dix-sept ans son aîné. Elle remporte pour cette performance le prix de la meilleure actrice au Bari International Film Festival (BIF&ST).

## Filmographie

### Longs-métrages
- 2010 – Trois femmes pour un destin de Declan Recks : Ellie
- 2017 – Tango One de Sacha Bennett : Zoe
- 2017 – The Lie of You de Richard Redwine : Fran[9]
- 2018 – The Devil's Doorway d'Aislinn Clarke : Kathleen O'Brien
- 2020 – Nocturnal de Nathalie Biancherie : Laurie

### Séries
- 2011 – Nick Cutter et les Portes du temps : Beth
- 2011 – Camelot : Excalibur
- 2011 – The Importance of Being Whatever : Emma
- 2017 – The Halcyon : Kate Loughlin, serveuse[10]
- 2017 – Troie : La Chute d'une cité : Iphigénie
- 2018 – Call the Midwife (saison 7, épisode 7) : Alison Weatherley[11]

## Distinctions

### Récompenses
- BIF&ST 2020 : Meilleure actrice